# Slawtscho Batinkow
Slawtscho Batinkow (bulgarisch Славчо Батинков; * 16. Februar 1969 in Tschepelare) ist ein ehemaliger bulgarischer Skilangläufer.

## Werdegang
Batinkow trat international erstmals in der Saison 1988/89 in Erscheinung. Dabei belegte er bei den Junioren-Skiweltmeisterschaften 1989 in Vang den 24. Platz über 30 km und den 11. Rang mit der Staffel und bei den Nordischen Skiweltmeisterschaften 1989 in Lahti den 68. Platz über 15 km klassisch und den 67. Rang über 15 km Freistil. Zwei Jahre später lief er bei den Nordischen Skiweltmeisterschaften im Val di Fiemme auf den 60. Platz über 15 km Freistil, auf den 49. Rang über 10 km klassisch und auf den 48. Platz über 30 km klassisch. Bei den Olympischen Winterspielen 1992 in Albertville kam er jeweils auf den 63. Platz über 30 km klassisch und in der Verfolgung, auf den 53. Rang über 10 km klassisch und zusammen mit Iwan Smilenow, Iskren Plankow und Petar Sografow auf den 13. Platz in der Staffel. Im folgenden Jahr errang er bei den Nordischen Skiweltmeisterschaften in Falun den 81. Platz über 10 km klassisch, den 68. Platz in der anschließenden Verfolgung und den 54. Platz über 30 km klassisch. Bei den Olympischen Winterspielen 1994 in Lillehammer belegte er den 69. Platz über 10 km klassisch, den 60. Rang in der anschließenden Verfolgung und den 58. Platz über 30 km Freistil und bei den Olympischen Winterspielen 1998 in Nagano den 84. Platz über 10 km klassisch, den 61. Rang im Verfolgungsrennen und den 60. Platz über 30 km klassisch. Seine beste Platzierung bei den Nordischen Skiweltmeisterschaften 2001 in Lahti war der 52. Platz über 50 km Freistil. Im folgenden Jahr absolvierte er bei den Olympischen Winterspielen in Salt Lake City seine letzten internationalen Rennen. Dort errang er den 72. Platz in der Doppelverfolgung und den 58. Platz im Sprint.